# Conopholis americana
Conopholis americana är en snyltrotsväxtart som först beskrevs av Carl von Linné, och fick sitt nu gällande namn av Carl Karl Friedrich Wilhelm Wallroth. Conopholis americana ingår i släktet Conopholis och familjen snyltrotsväxter. Inga underarter finns listade i Catalogue of Life.

## Bildgalleri

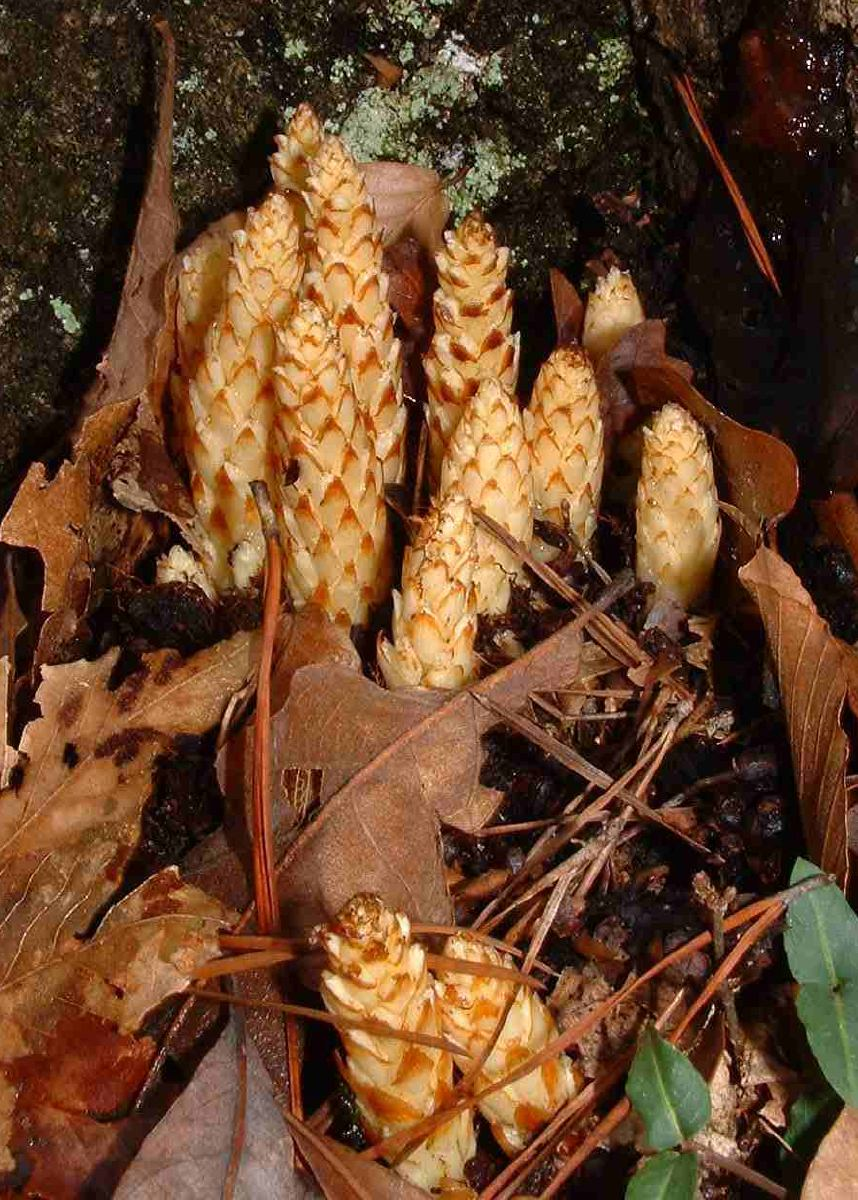